# マルヴィン・ヒッツ
マルヴィン・ヒッツ（Marwin Hitz 、1987年9月18日 - ）は、スイス・ザンクト・ガレン出身のプロサッカー選手。元スイス代表。FCバーゼル所属。ポジションは、ゴールキーパー。

## クラブ経歴
地元クラブのFCザンクト・ガレンでキャリアをスタート。

### ヴォルフスブルク
2008年、VfLヴォルフスブルクに移籍。2011年9月17日、第6節ホッフェンハイム戦で主審に暴言を吐いたとして退場。チームは既に交代枠を使い切っていたため、長谷部誠が急遽GKを務めた。ヴォルフスブルクでは5シーズン在籍したものの結局レギュラーを奪えず、2012-13シーズン終了後に退団。

### アウクスブルク
2013年、FCアウクスブルクに加入。2014年3月29日、第28節1.FSVマインツ05戦でマティアス・オストルツォレクのクリアボールが顔面に直撃しオウンゴール。試合には0-3で敗れた。
2015年2月22日、第22節バイエル・レバークーゼン戦の後半アディショナルタイム、コーナーキックの流れからショーン・パーカーのクロスに合わせプロ初ゴールを挙げた。試合はそのまま2-2で引き分けた。12月5日、1.FCケルン戦でケルン側にペナルティーキックが与えられた際、意図的にペナルティーマーク付近の芝をスパイクで傷つけた。結局このPKはキッカーのアントニー・モデストが失敗し、アウクスブルクが1-0で勝利した。試合後ヒッツは自らの行いを謝罪、ケルンに対して罰金約120ユーロを支払った。

### ドルトムント
2018年5月19日、ボルシア・ドルトムントへ2021年6月までの3年契約で完全移籍した。

### バーゼル
2022年5月20日、FCバーゼルへ完全移籍することが発表された。

## 代表歴
2015年6月10日に開催された親善試合・リヒテンシュタイン代表戦でスイス代表初キャップ。
新天地ドルトムントでの準備を進めるため、第3GKとして参戦予定だった2018 FIFAワールドカップの出場を辞退した。

## タイトル
VfLヴォルフスブルク
- ブンデスリーガ: 2008–09